# Ixodes cumulatimpunctatus
Ixodes cumulatimpunctatus este o specie de căpușe din genul Ixodes, familia Ixodidae, descrisă de Schulze în anul 1943.
Este endemică în Camerun. Conform Catalogue of Life specia Ixodes cumulatimpunctatus nu are subspecii cunoscute.